# 360° Tour

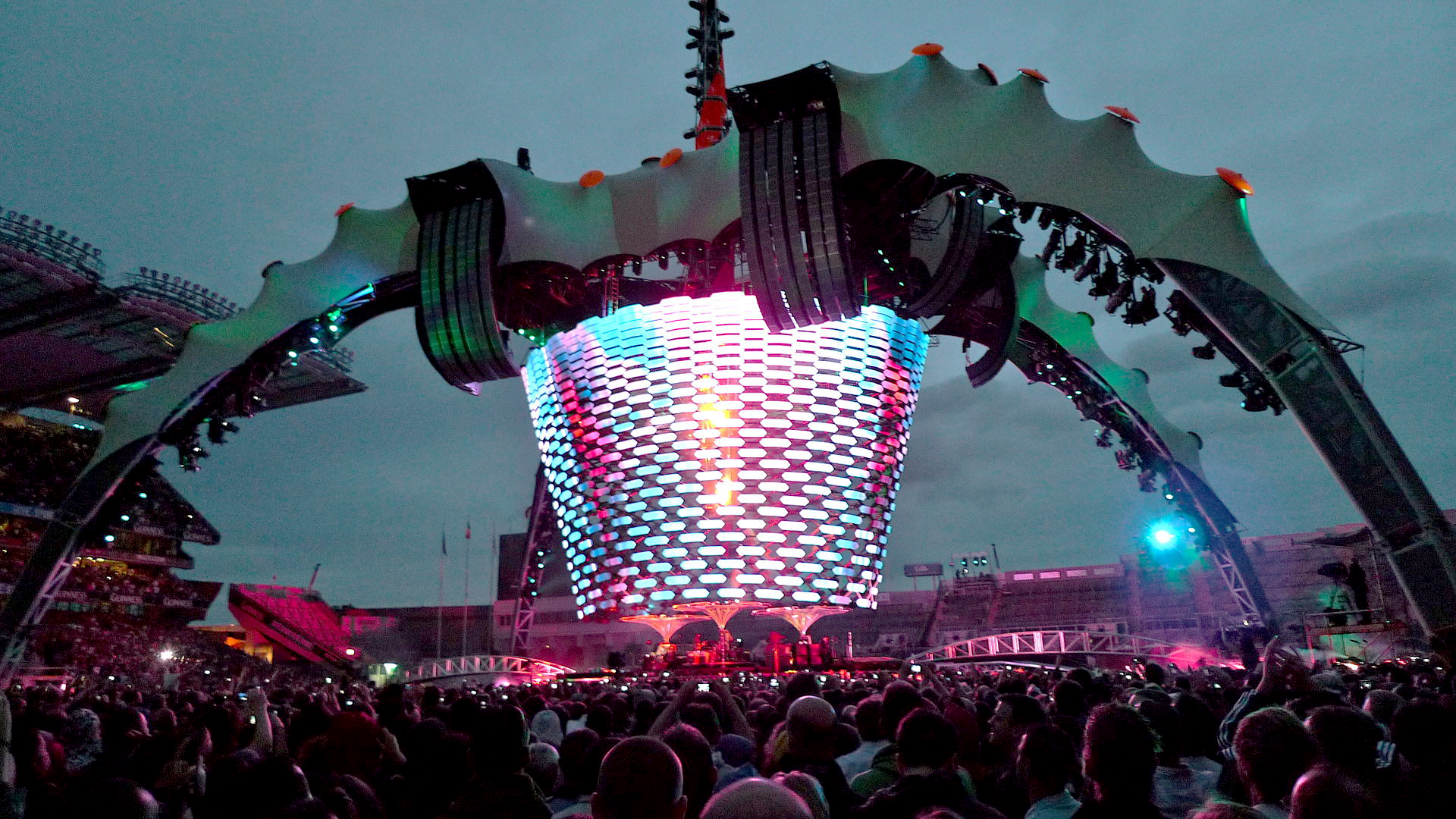
Scenen, "The Claw", har en expanderande videoskärm och utarbetade ljuseffekter

360° Tour var en tvåårig världsturné av det irländska rockbandet U2. Första spelningen skedde på Camp Nou i 
Barcelona 30 juni 2009. Den sista konserten hölls 30 juli 2011 i Moncton i Kanada.

## Scendesign

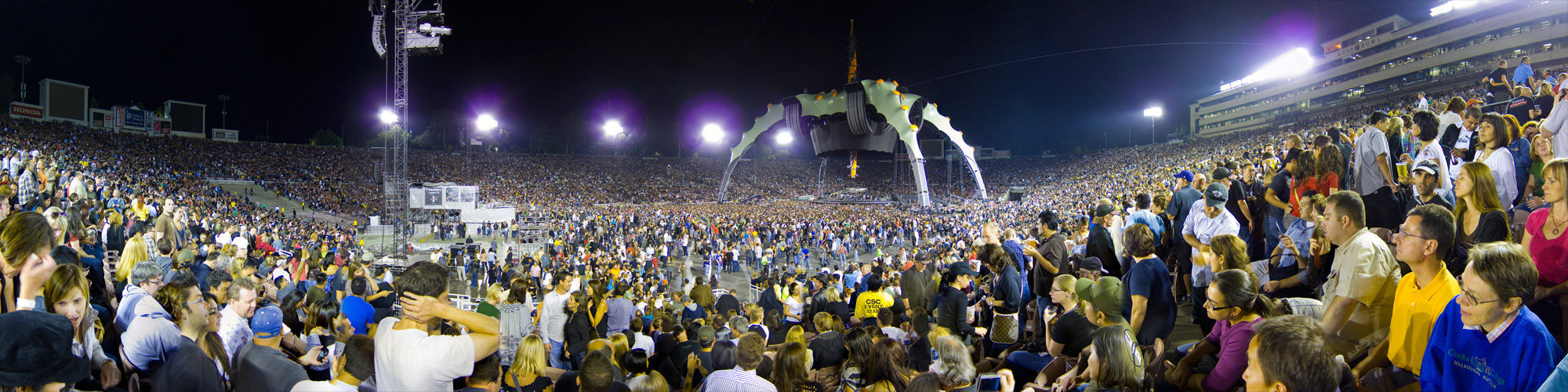
Panorama av Rose Bowl under en konsertfilming

Turnén upplevdes i ett 360-graders-perspektiv, med scenen placerad närmare mitten av arenan än vanligt. Scenen hade inte någon definierad fram- och baksida utan var omgiven av publiken på alla sidor. Scendesignen innehöll en cylindrisk videoskärm. Publikkapaciteten ökade därför på alla arenor med cirka 15-20 procent.

## Förband
Förband för turnén under 2009 var bland annat: Glasvegas, Muse, Elbow, Kaiser Chiefs, Snow Patrol och Black Eyed Peas.
För 2010 och 2011 har bland annat Jay-Z, Muse, Lenny Kravitz, The Fray, Kasabian, Snow Patrol, Interpol och OneRepublic spelat eller med U2.

## Spelningar
- 2009-06-30 - Barcelona, Spanien - Camp Nou
- 2009-07-02 - Barcelona, Spanien - Camp Nou
- 2009-07-07 - Milano, Italien - San Siro
- 2009-07-08 - Milano, Italien - San Siro
- 2009-07-11 - Paris, Frankrike - Stade de France
- 2009-07-12 - Paris, Frankrike - Stade de France
- 2009-07-15 - Nice, Frankrike - Parc des Sports Charles Ehrmann
- 2009-07-18 - Berlin, Tyskland - Olympiastadion
- 2009-07-20 - Amsterdam, Nederländerna - Amsterdam ArenA
- 2009-07-21 - Amsterdam, Nederländerna - Amsterdam ArenA
- 2009-07-24 - Dublin, Irland - Croke Park
- 2009-07-25 - Dublin, Irland - Croke Park
- 2009-07-27 - Dublin, Irland - Croke Park
- 2009-07-31 - Göteborg, Sverige - Ullevi
- 2009-08-01 - Göteborg, Sverige - Ullevi
- 2009-08-03 - Gelsenkirchen, Tyskland - Veltins-Arena
- 2009-08-06 - Chorzow, Polen - Stadion Śląski
- 2009-08-09 - Zagreb, Kroatien - Maksimirstadion
- 2009-08-10 - Zagreb, Kroatien - Stadion Maksimir
- 2009-08-14 - London, England - Wembley Stadium
- 2009-08-15 - London, England - Wembley Stadium
- 2009-08-18 - Glasgow, Skottland - Hampden Park
- 2009-08-20 - Sheffield, England - Don Valley Stadium
- 2009-08-22 - Cardiff, Wales - Millennium Stadium
- 2009-09-12 - Chicago, Illinois, USA - Soldier Field
- 2009-09-13 - Chicago, Illinois, USA - Soldier Field
- 2009-09-16 - Toronto, Ontario, Kanada - Rogers Centre
- 2009-09-17 - Toronto, Ontario, Kanada - Rogers Centre
- 2009-09-20 - Boston, Massachusetts, USA - Gillette Stadium
- 2009-09-21 - Boston, Massachusetts, USA - Gillette Stadium
- 2009-09-24 - New York, New York, USA - Giants Stadium
- 2009-09-25 - New York, New York, USA - Giants Stadium
- 2009-09-29 - Washington, District of Columbia, USA - FedEx Field
- 2009-10-01 - Charlottesville, Virginia, USA - Scott Stadium
- 2009-10-03 - Raleigh, North Carolina, USA - Carter-Finley Stadium
- 2009-10-06 - Atlanta, Georgia, USA - Georgia Dome
- 2009-10-09 - Tampa, Florida, USA - Raymond James Stadium
- 2009-10-12 - Dallas, Texas, USA - Cowboys Stadium
- 2009-10-14 - Houston, Texas, USA - Reliant Stadium
- 2009-10-18 - Norman, Oklahoma, USA - Oklahoma Memorial Stadium
- 2009-10-20 - Phoenix, Arizona, USA - University of Phoenix Stadium
- 2009-10-23 - Las Vegas, Nevada, USA - Sam Boyd Stadium
- 2009-10-25 - Los Angeles, Kalifornien, USA - Rose Bowl
- 2009-10-28 - Vancouver, British Columbia, Kanada - BC Place
- 2010-06-03 - Salt Lake City, Utah, USA - Rice-Eccles Stadium
- 2010-06-06 - Anaheim, Kalifornien, USA - Angel Stadium
- 2010-06-07 - Anaheim, Kalifornien, USA - Angel Stadium
- 2010-06-12 - Denver, Colorado, USA - Invesco Field at Mile High
- 2010-06-16 - Oakland, Kalifornien, USA - Oakland-Alameda County Coliseum
- 2010-06-20 - Seattle, Washington, USA - Qwest Field
- 2010-06-23 - Edmonton, Alberta, Kanada - Commonwealth Stadium
- 2010-06-27 - Minneapolis, Minnesota, USA - TCF Bank Stadium
- 2010-06-30 - East Lansing, Michigan, USA - Spartan Stadium
- 2010-07-03 - Toronto, Ontario, Kanada - Rogers Centre
- 2010-07-06 - Chicago, Illinois, USA - Soldier Field
- 2010-07-09 - Miami, Florida, USA - Land Shark Stadium
- 2010-07-12 - Philadelphia, Pennsylvania, USA - Lincoln Financial Field
- 2010-07-16 - Montréal, Québec, Kanada - Hippodrome de Montréal
- 2010-07-17 - Montréal, Québec, Kanada - Hippodrome de Montréal
- 2010-07-19 - East Rutherford, New Jersey, USA - Meadowlands Stadium
- 2010-08-06 - Turin, Italien - Stadio Olimpico di Torino
- 2010-08-10 - Frankfurt, Tyskland - Commerzbank-Arena
- 2010-08-12 - Hannover, Tyskland - AWD Arena
- 2010-08-15 - Horsens, Danmark - Casa Arena Horsens
- 2010-08-16 - Horsens, Danmark - CASA Arena Horsens
- 2010-08-20 - Helsingfors, Finland - Olympiastadion
- 2010-08-21 - Helsingfors, Finland - Olympiastadion
- 2010-08-25 - Moskva, Ryssland - Luzjnikistadion
- 2010-08-28 - Katowice, Polen - Spodek
- 2010-08-28 - Budapest, Ungern - Ferenc Puskás-stadion
- 2010-08-30 - Wien, Österrike - Ernst Happel Stadion
- 2010-09-03 - Aten, Grekland - Olympiastadion
- 2010-09-06 - Istanbul, Turkiet - Atatürk Olimpiyat Stadyumu
- 2010-09-11 - Zürich, Schweiz - Letzigrund
- 2010-09-12 - Zürich, Schweiz - Letzigrund
- 2010-09-15 - München, Tyskland - Olympiastadion
- 2010-09-18 - Paris, Frankrike - Stade de France
- 2010-09-22 - Bryssel, Belgien - Kung Baudouin-stadion
- 2010-09-23 - Bryssel, Belgium - Kung Baudouin-stadion
- 2010-09-26 - San Sebastián, Spanien - Estadio Anoeta
- 2010-09-29 - Sevilla, Spanien - Estadio Olímpico de la Cartuja
- 2010-10-02 - Coimbra, Portugal - Estádio Cidade de Coimbra
- 2010-10-03 - Coimbra, Portugal - Estádio Cidade de Coimbra
- 2010-10-08 - Rom, Italien - Stadio Olimpico
- 2010-11-25 - Auckland, Nya Zeeland - Mount Smart Stadium
- 2010-11-26 - Auckland, Nya Zeeland - Mount Smart Stadium
- 2010-12-01 - Melbourne, Victoria, Australien - Etihad Stadium
- 2010-12-03 - Melbourne, Victoria, Australien - Etihad Stadium
- 2010-12-08 - Brisbane, Queensland, Australien - Suncorp Stadium
- 2010-12-09 - Brisbane, Queensland, Australien - Suncorp Stadium
- 2010-12-13 - Sydney, New South Wales, Australien - ANZ Stadium
- 2010-12-14 - Sydney, New South Wales, Australien - ANZ Stadium
- 2010-12-18 - Perth, Western Australia, Australien - Subiaco Oval
- 2010-12-19 - Perth, Western Australia, Australien - Subiaco Oval
- 2011-02-13 - Johannesburg, Sydafrika - FNB Stadium
- 2011-02-18 - Kapstaden, Sydafrika - Cape Town Stadium
- 2011-03-25 - Santiago de Chile, Chile - Estadio Nacional de Chile
- 2011-03-30 - La Plata, Argentina - Estadio Ciudad de La Plata
- 2011-04-02 - La Plata, Argentina - Estadio Ciudad de La Plata
- 2011-04-09 - Sao Paulo, Brasilien - Estadio Cicero Pompeu de Toledoi
- 2011-04-10 - Sao Paulo, Brasilien - Estadio Cicero Pompeu de Toledo
- 2011-04-13 - Sao Paulo, Brasilien - Estadio Cicero Pompeu de Toledo
- 2011-05-11 - Mexico City, Mexiko - Aztekastadion
- 2011-05-14 - Mexico City, Mexiko - Aztekastadion
- 2011-05-15 - Mexico City, Mexiko - Aztekastadion
- 2011-05-21 - Denver, Colorado, USA - Invesco Field
- 2011-05-24 - Salt Lake City, Utah, USA - Rice-Eccles Stadium
- 2011-05-29 - Winnipeg, Manitoba, Canada - Canad Inns Stadium
- 2011-06-01 - Edmonton, Alberta, Canada - Commonwealth Stadium
- 2011-06-04 - Seattle, Washington, USA - Qwest Field
- 2011-06-07 - Oakland, Kalifornien, USA - Oakland-Alameda County Coliseum
- 2011-06-17 - Anaheim, Kalifornien, USA - Angel Stadium
- 2011-06-18 - Anaheim, Kalifornien, USA - Angel Stadium
- 2011-06-22 - Baltimore, Maryland, USA - M&T Bank Stadium
- 2011-06-26 - East Lansing, Michigan, USA - Spartan Stadium
- 2011-06-29 - Miami, Florida, USA - Sun Life Stadium
- 2011-07-02 - Nashville, Tennessee, USA - Vanderbilt Stadium
- 2011-07-05 - Chicago, Illinois, USA - Soldier Field
- 2011-07-08 - Montréal, Québec, Canada - Hippodrome de Montréal
- 2011-07-09 - Montréal, Québec, Canada - Hippodrome de Montréal
- 2011-07-11 - Toronto, Ontario, Canada - Rogers Centre
- 2011-07-14 - Philadelphia, Pennsylvania, USA - Lincoln Financial Field
- 2011-07-17 - St. Louis, Missouri, USA - Busch Stadium
- 2011-07-20 - East Rutherford, New Jersey, USA - New Meadowlands Stadium
- 2011-07-23 - Minneapolis, Minnesota, USA - TCF Bank Stadium
- 2011-07-26 - Pittsburgh, Pennsylvania, USA - Heinz Field
- 2011-07-30 - Moncton, Kanada - Magnetic Hill Concert Site